# Passerea
A Passerea a Neoaves madarak egy kládja, melyet Jarvis et al. (2014) javaslatára hoztak létre. Genetikai vizsgálataik a Neoavesen belül két kládot különítettek el, melyek egyike a Passerea, a másik pedig a Columbea. Arra jutott, hogy a két klád között sok, az ökológia okozta konvergencia, hasonlóság van.
Jarvis (2014) szerint ezen közös tulajdonságok közé tartozik, hogy a vöcsökféléknél megtalálható a lábmeghajtású merülés a Columbea ágon és a búvármadarak valamint a kárókatonafélék esetében a Passerea részen.  Ugyanilyen a gázoló-etető módszer a Columbea ágon a flamingóknál és a Passerea ágon pedig a nemes kócsagoknál és az íbiszeknél. Jarvis (2014) számára ezek a régóta ismert hasonlóságok és morfológiai egybeesések arra utalnak, hogy néhány, nem genom alapú hasonlóságokra építő hagyományos osztályozás polifiletikus összehasonlításon alapszik.
A Passerea más tanulmányokban nem fordul elő.